# Adolf Jost
Adolf Lothar Jost (Graz, 1874–1920?) osztrák pszichológus. Az ő személyére vezethetők vissza az úgynevezett „Jost-tételek” a tanulásról és megtartásról az emlékezetben. Ezen kívül 1895-ben megjelentette a Das Recht auf den Tod (Jog a halálhoz) című vitairatát, amely német nyelvterületen az eutanáziáról szóló széles körű vita kiindulópontja lett.

## Életútja
Adolf Jost egy hivatalnok lányának, Leopoldine Pischlnek házasságon kívüli gyermekeként született. 1984-ben dr. Ignaz Lothar Jost, aki vélhetően az apja volt, adoptálta őt. Adolf Jost 1892-ig a grazi gimnáziumba járt, majd ezt követően filozófiát, matematikát és fizikát tanult Grazban és Göttingenben. Jost Grazban valószínűleg látogatta Alexius Meinong előadásait, aki 1894-ben megnyitotta az első kísérleti pszichológiai intézetet. Göttingenben Jost Herman Ebbinghausnál és Georg Elias Müllernél dolgozott emlékezetpszichológia témakörben.
Tudományos fokozatának 1897-ben történt megszerzése után Jost 1900-ban visszatért Grazba. Előtte Grenoble-ban is tartózkodott. 1905-ben Grazból ismeretlen céllal távozott. Ebben az időszakban íróként jelölte meg magát. Egy újságcikk, mely 1908. február 15-én a hannoveri Courierben jelent meg, Megrázó sors címmel arról tudósított, hogy Jost Berlinben gyógyíthatatlan elmebetegségben betegedett meg. A cikk szerint apja halála után a ráhagyott jelentős örökséget Bécsben eltékozolta, majd utolsó pénzén Berlinbe utazott, hogy újságíróként dolgozzon. Paranoia kezdődő tüneteivel Jost egy magán ideggyógyintézetbe került. Onnan, úgy hírlik, gyógyíthatatlan betegként először állami elmegyógyintézetbe, majd hazájába szállították.

## A „Jost-tételek”
Hermann Ebbinghaus Göttingenben az emlékezet pszichológiájának kutatása során emlékezetkísérleteket végzett értelem nélkül összerakott szótagokkal, melyek értelmetlen volta az asszociációs és más befolyások kiküszöbölésére szolgált. Jost átvette ezt a módszert, amikor ezzel összefüggésben az ismétlődések elosztásával foglalkozott. Így például 12 szótagból álló sorokat tanult meg kívülről, amelyeket minden esetben a következő napokon huszonnégyszer, de különböző elosztásban megismételt. Mindeközben Jost a második napon jobban emlékezett, mint az elsőn, a harmadikon ismét jobban, mint a második napon, még ha a kísérletek más tanulási folyamatba voltak hozzákapcsolva. Jost ezt követően két következtetést fogalmazott meg:
„I. Amennyiben két asszociáció azonos erősségű, de különböző időből származik, akkor a régebbi asszociáció számára az ismétlés nagyobb jelentőségű.

II. Amennyiben két asszociáció azonos erősségű, de különböző időből származik, akkor a régebbi asszociáció idővel kevéssé gyengül.”
A Jost-tételek megfogalmazása máshol:
„I. Az ismétlés két azonos erősségű asszociáció közül a régebbit jobban megerősíti, mint az újabbat.
 
II. Két azonos erősségű asszociáció közül a régebbi asszociáció erőssége lassabban csökken, mint az újabbé.”
A Jost-tételek mind a mai napig a tanulás pszichológiájának elismert alapját képezik.

## „Jog a halálhoz”
Jost már 1895-ben megjelentette Göttingenben 53 oldalas brosúráját Das Recht auf den Tod (Jog a halálhoz) címmel. Állítólag erre apja sorsa késztette. Az apa magas kort megérve önkezével vetett véget életének, és búcsúlevelében arra szólította fel a fiát, legyen öngyilkos, ha az élet többé már nem jelent örömöt számára.
Jost felvetette a kérdést:
„Létezik-e a halálhoz való jog? Azaz, vannak-e olyan esetek, amikor az egyén halála mind az egyén számára, mind pedig az emberi társadalom részére egyáltalán kívánatos?”
 Ennek során nem arról volt szó Jost számára, hogy az öngyilkosság törvényesítve legyen, hanem felvetette „a gyógyíthatatlan testi vagy lelki betegségben szenvedők problémáját” is. Hivatkozással mindenekelőtt David Hume haszonelvűségére, miután hatással voltak rá Friedrich Nietzsche és Lazar Baron von Hellenbach osztrák író munkái is, felmerül, hogy Jost a dolgok értékét az örömre vagy a szenvedésre vonatkoztatva definiálta?
 
„Az emberi élet értéke, természetes nézőpont alapján, csak két tényezőből állhat. Az első tényező az élet értéke az érintett ember szempontjából saját maga számára, vagyis az örömök és szenvedések összessége, melyeket át kell élnie. A másik tényező mindazon hasznosság és kár összessége, melyet az egyén az embertársai számára jelent. [...]

Az emberi élet értéke nem csupán nulla lehet, hanem negatív is, amennyiben a fájdalmak oly mértékűek, amilyenek a halálos betegségek esetén szoktak lenni. A halál maga mintegy a nulla értéket képviseli, amely a negatív értékű élettel szemben még mindig a jobb.”
Jost ezáltal egyrészt követelte a „jogot a halálhoz” a gyógyíthatatlan betegek esetében. Másrészt ezt az alapelvet a gyógyíthatatlan elmebetegségben szenvedőkre is kiterjesztette, akik szerinte nem csak haszontalan, hanem nagymértékben szenvedő életet éltek, és ezen felül még „jelentős mennyiségű anyagi értékek elfogyasztói” is voltak. Ezzel Jost a mai napig időszerű, az eutanáziáról szóló vitához szólt hozzá. Ennek során azonban olyan érvelési vonulatokat fejlesztett ki, melyet a nemzeti szocializmus idején a betegek meggyilkolásának legitimálásához használtak fel.
Jost könyve nagyjában-egészében ismeretlen maradt, még ha nem is lehet állítani, hogy senki sem figyelt fel rá.  Hasonló gondolatokról vitáztak Ernst Haeckel Német Monista Szövetsége környezetében, habár Haeckel Jost iratát valószínűleg nem ismerte. Ezzel szemben Karl Binding és Alfred Hoche, akik „Az életre nem méltó élet megsemmisítésének engedélyezése” brosúrájukban (1920) a leginkább következményekkel járó módon járultak hozzá az eutanáziáról szóló viták továbbfejlődéséhez, Josthoz kapcsolódtak. A történelmi visszatekintésekben a széles körű viták kezdetét az eutanáziáról, valamint az életre nem méltó életről a német nyelvterületen Jost pamfletjének megjelenéséhez vezetik vissza.

## A halálgondozástól az élet megsemmisítéséig
Adolf Jost szerint a részvét és a társadalom érdeke támogatja a halált. Radikális elfordulást követelt Adolf Jost a szerinte hazug idealista-humanista 19. századi felfogásmódtól a Recht auf den Tod (Jog a halálhoz) című, 1895-ben Göttingenben megjelent vitairatában, melyben a kérésre történő megölés engedélyezése mellett állt ki. Az „értelmét vesztett emberi életek“ közé sorolta Jost a gyógyíthatatlan betegeket és a nagymértékben fogyatékosokat, akiknek „kilátástalan léte és talán hónapokig tartó szenvedése, a gyógyulás minden reménye nélkül“ az államot és a társadalmat arra a humanitárius kötelezettségre kell hogy ösztökéljék, „hogy részükre lehetőleg fájdalom nélkül  megadják a halált”.
A szerző okfejtése során a humanitárius indoklás és a haszonelvűségi számítgatás közötti elválasztó vonal nem volt egyértelmű: „A gyógyíthatatlan betegeknél a kettő összefügg, az együttérzés, valamint a társadalom érdeke megköveteli a halált.” „Mi legyen a mérce, melyhez az értékeket mérhetjük? Mindannyian tudjuk, hogy a javakat, amelyeket becsülünk, csak azért nevezzük javaknak, mert valamilyen módon hasznunkra vannak. Milyen jogon kívánjuk korunkban az ember értékét természetfelettien magasra helyezni, miközben az ember természetfelettiségében már rég nem hiszünk? Hogyan lehet olyan ideákat megtűrni a gyakorlatban, amelyeket a tudományos elméletekben már rég elvetettünk?”

## Publikációk
- Adolf Jost: Das Recht auf den Tod. Göttingen, Dietrich, 1895
- Adolf Jost: Die Assoziationsfestigkeit in ihrer Abhängigkeit von der Verteilung der Wiederholungen. In: Zeitschrift für Psychologie und Physiologie der Sinnesorgane 14, (1897), S. 436–472 (szeparátumként is: Leipzig, Johann Ambrosius Barth, 1897)

## Fordítás
Ez a szócikk részben vagy egészben  az   Adolf Jost című német Wikipédia-szócikk fordításán alapul.  Az eredeti cikk szerkesztőit annak laptörténete sorolja fel. Ez a jelzés csupán a megfogalmazás eredetét és a szerzői jogokat jelzi, nem szolgál a cikkben szereplő információk forrásmegjelöléseként.